# 西海里線
西海里線（ソヘリせん）は、朝鮮民主主義人民共和国黄海南道殷栗郡にある鉄鉱駅から龍井駅までを結んでいた鉄道路線である。現在は廃止されている。

## 概要
2000年ごろまで運転されており、4両の朝鮮鉄道810形蒸気機関車が「500番台」の番号を付番されて鉄鉱石輸送列車の運用に就いていた。路線の休止後3両が廃車となり、2006年時点では505号機のみが外国人観光客向けに鉄鉱駅の機関庫で動態保存されていたが、「近く廃車の予定」とされていた。
2007年時点で路線は休止中とされているが、2019年に明らかとなった路線図には当路線の記載がある。

## 路線データ
- 路線距離：鉄鉱～龍井間?km
- 駅数：4（両端駅を含む）
- 軌間：762mm
- 電化区間：なし
- 複線区間：なし

## 駅一覧
- 駅所在地は全線黄海南道殷栗郡内。

| 駅名     | 駅名     | 駅名          | 駅間キロ (km) | 累計キロ (km) | 接続路線                         |
| 日本語   | 朝鮮語   | 英語          | 駅間キロ (km) | 累計キロ (km) | 接続路線                         |
| -------- | -------- | ------------- | ------------- | ------------- | -------------------------------- |
| 鉄鉱駅   | 철광역   | Ch'ŏlgwang    | 0.0           | 0.0           | 北朝鮮鉄道省：殷栗線・西海閘門線 |
| 西海里駅 | 서해리역 | Sŏhae-ri      |               |               |                                  |
| 正門村駅 | 정문촌역 | Chŏngmunch'on |               |               |                                  |
| 龍井駅   | 룡정역   | Ryongjŏng     |               |               |                                  |

## 参考資料
- 国分隼人（2007年）. 『将軍様の鉄道 北朝鮮鉄道事情』, 新潮社. ISBN 9784103037316